# Hieracium monopsides
Hieracium monopsides es una especie de planta con flor del género Hieracium, de la familia Asteraceae, orden Asterales.

## Distribución
Hieracium monopsides se distribuye por Noruega.

## Taxonomía
Fue descrita científicamente por Omang.